# Восход (журнал, 1881—1906)
«Восход» — ежемесячный журнал, посвящённый интересам евреев, издававшийся без предварительной цензуры в столице Российской империи городе Санкт-Петербурге с января 1881 по апрель 1906 год.
Основателем журнала «Восход» стал Адольф Ефимович (Арон Хаимович) Ландау, который до этого издавал альманах «Еврейская библиотека». При журнале также издавалась газета, сначала называвшаяся «Недельной хроникой Восхода», a позже просто «Восход» (выходила с 1882 по июль 1906 года). Часть читателей составили бывшие подписчики журнала «Еврейские записки», которым порекомендовал его главный редактор последних перед тем как прекратить издание из-за финансовых трудностей.
Во второй половине 1890-х годов фактическое редактирование перешло от Ландау к доктору философии Семёну Осиповичу Грузенбергу (до лета 1899 года).
Программой А. Е. Ландау, избравшего для периодического печатного издания девиз «Прогресс вне и внутри еврейства», было: «твердым, свободным словом бороться против всех внешних и внутренних преград, мешающих правильному развитию русского еврейства»; с самого первого выпуска «Восхода» занялся обличениями внутренней отсталости евреев, призывая их к духовной эмансипации и к широкому просвещению; с другой стороны, «Восход» так же энергично боролся против правовых ограничений и преследований, несмотря на крайне неблагоприятные внешние условия.
При основании «Восход» существовало ещё два русско-еврейских органа печати, но с 1884 года «Восход» остается единственным и вскоре приобретает огромную популярность среди евреев в России. Его направление создало ему много врагов: он подвергался нападкам со стороны еврейского органа «Hameliz» за обличения темных явлений традиционного еврейства, a также со стороны последователей палестинофильской идеи. Видя разрешение еврейского вопроса только в прогрессе и достижении равноправия в России, «Восход» относился к идее колонизации Палестины отрицательно, a когда в 1880-х гг. усилилась эмиграция из России, «Восход» высказался за эмиграцию не в Палестину, a в Америку. Однако журнал давал место и некоторым статьям, разъясняющим палестинскую идею (Лилиенблюма и др.), и «не переставал сочувствовать уже переселившимся в Палестину». Когда возникло сионистское движение, «Восход» отнесся к нему резко отрицательно. 

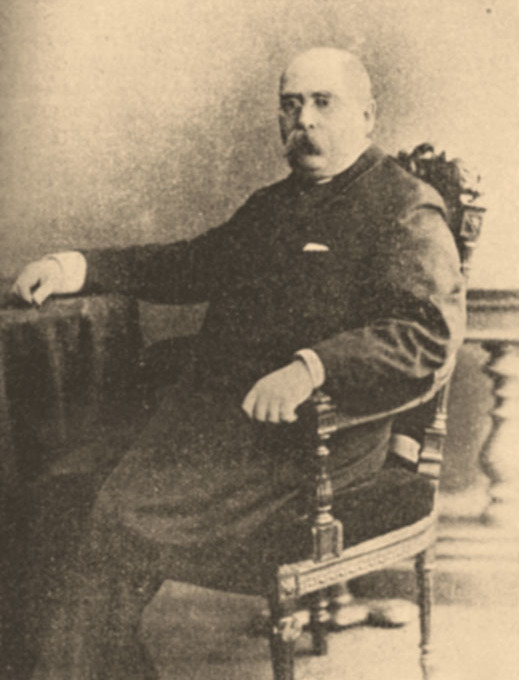
А. Е. Ландау

Летом 1899 году «Восход» перешёл от Ландау к группе журналистов и стал выходить за подписью М. Г. Сыркина; в составе редакции были Л. Зайденман, М. Тривус, С. Гинзбург, М. Познер, Л. Брамсон, Ю. Бруцкус, Д. А. Левин и некоторые другие (с ноября 1899 до 1902 г. газета выходила два раза в неделю). При новой редакции «Восход» поставил себе задачу «пробуждать дух народа, развивать в нем чувства национального самосознания и поднять культурный уровень массы». Это способствовало смягчению отношения «Восхода» к сионизму, относительно которого он занял нейтральную позицию; «Восход» поместил даже ряд сионистских статей, оставаясь, однако, при своем убеждении, что разрешение еврейского вопроса зависит исключительно от национально-политической деятельности в тех странах, где евреи теперь находятся.
В 1904 году из состава редакции вышел Ю. Бруцкус, и к «Восходу» стали ближе Л. Сев и М. Винавер. Это совпало с периодом политического подъёма в России и выработки партийных группировок. «Восход», способствовавший организации еврейства в эту эпоху, возложил свои надежды на разрешение общеполитических задач всей страны, подчеркивая свою связь с ее конституционно-демократическим движением.
«Восход» испытал ряд цензурных гонений: так, например, в 1884 году ему было объявлено первое предостережение за то, что «он дозволяет себе дерзко порицать законы и правительственные действия и лживо истолковывать их смысл и цели»; Распоряжением министра внутренних дел от 13 (25) марта 1891 года выпуск «Восхода» был приостановлен на 6 месяцев за перевод «Клячи» С. М. Абрамовича и за повесть Д. Мордовцева «Между молотом и наковальней»; в 1903 году №№ 16 и 17 были конфискованы за статью ο необходимости самообороны в связи с кишинёвским погромом; в апреле 1904 года приостановлен на 6 месяцев еженедельник, материал которого временно был перенесён в ежемесячные книжки (май-сентябрь).
Помимо общественного значения еженедельника, «Восход», вышедший в количестве почти 300 книг, имеет большую научно-литературную ценность. В нём был помещён ряд оригинальных исследований в области философской, юридической, особенно исторической и отчасти беллетристики. Здесь работали: A. Гаркави — «Русь и русское в еврейской литературе», «Исторические очерки синода четырех стран», «Исторические очерки караимства»; профессор С. Бершадский, напечатавший в «Восходе» почти все свои произведения, посвященные истории евреев; С. Дубнов (также С. Мстиславский) — ряд очерков ο хасидизме, «Исторические сообщения», «Письма ο старом и новом еврействе»; М. Моргулис («Воспоминания»); Р. Кулишер, «Итоги»; д-р Л. Каценельсон, «Институт ритуальной чистоты y древних евреев», «Фарисеи и саддукеи» и др.; В. Никитин — известное исследование ο еврейских земледельческих колониях; М. И. Кулишер, М. Мыш, М. Лилиенблюм, М. Погорельский («О еврейск. именах собственных»), И. Мандельштам, Г. Генкель («Саадия Гаон»; «Маздаизм»), Ю. Гессен (ряд истор. исследований), С. Цинберг, И. Клаузнер, П. Марек, С. Гинзбург, В. Мякотин, А. Волынский, П. Вейнберг, Зинаида Венгерова, Ю. Веселовский (из иностранной литературы), Н. Бакст, Н. Аксаков, Д. Хиенкин, Г. Вольтке, Н. Переферкович, А. Горнфельд, В. Никитин, С. Рабинович, Г. Красный и многие другие.
В отделе оригинальной беллетристики принимали участие: Л. Леванда, Г. Богров, Бен-Ами, С. Ярошевский, Д. Мордовцев, М. Рывкин, С. Анский, C. Юшкевич, Д. Айзман, Пружанский и др.; стихотворения печатали С. Фруг, Абрамович, X. Зингер, О. Чюмина и др. Более или менее постоянные отделы в «Восходе» в разные периоды вели в ежемесячнике: Бен-Иосиф (д-р Л. Кантор) и Меваккер (Л. Гордон) — обзор еврейской литературы; Гамаббит (А. Ландау) — обзор русской лит.; Критикус (С. Дубнов) — литературная летопись, с 1885 года до середины 1890-х гг., позже С. Гинзбург (он же Гакоре — обзор еврейской печати в еженедельнике; его перу принадлежит также ряд статей «Забытая эпоха» 1896 г. и др.); О. Грузенберг — отд. «Литература и жизнь»; в еженедельнике с середины 90-х годов: Летописец (С. Грузенберг) — заграничную хронику, после него Шми (М. Тривус); Унус (Л. Зайденман) — отголоски печати; С. Цинберг — обзор еврейской печати.
Ряд заграничных корреспонденций в ежемесячнике «Восход» поместили: Я. Ромбро (из Парижа и особенно из Лондона), И. Рубинов (из Америки), С. Рапопорт и другие.
В приложениях к «Восходу» были даны некоторые весьма исторически ценные вещи: Г. Карпелес, «История еврейской литературы», с примечаниями А. Гаркави; М. Мыш, «Руководство к русскому законодательству ο евреях»; «Систематический указатель литературы о евреях на русском языке» (1892); Флавий, «Иудейская война»; его же, «Возражение против Апиона» и «Иудейские древности» (перевод Генкеля); С. Дубнов, «История евреев до XIX века» (1902—1905 гг.).
«Восходом» были также были изданы в 1901 году в виде приложения — «Еврейские народные песни»; даны приложения беллетристического характера: Зангвилль, «Трагедии гетто» (1901), «Еврейская жизнь в изображении еврейских бытописателей», в переводе (1902).
Число подписчиков «Восхода» было в 1883 году — 2.692, в 1888 году — 2.597, в 1893 году — 4.146, 1895 году — 4.347, 1898 году — 4.294; и, предположительно, на момент закрытия их число составило более 5 тысяч. Больше всего подписчиков давала всегда Одесса (в 1895 году — 420) и вообще Херсонская губерния, затем Санкт-Петербург (около 170) и Киевская губерния.